# Pterolophia quentini
Pterolophia quentini är en skalbaggsart som beskrevs av Stefan von Breuning 1962. Pterolophia quentini ingår i släktet Pterolophia och familjen långhorningar. Inga underarter finns listade i Catalogue of Life.